# On Ilkla Moor Baht 'at
On Ilkla Moor Baht ’at is een Engels lied dat als het officieuze volkslied van Yorkshire geldt. Het lied is in het Yorkshire-dialect en betekent: op Ilkley Moor zonder hoed. De melodie van het lied was oorspronkelijk een kerkelijke hymne getiteld Cranbrook van de hand van Thomas Clark, een schoenmaker uit Canterbury, en werd gecomponeerd in 1805. De auteur van de tekst is niet met zekerheid bekend, al wil de traditie dat een koor uit Halifax de woorden bedacht tijdens een bezoek aan Ilkley Moor.

## Taal
On Ilkla Moor Baht ’at is geheel in de traditionele streektaal van Yorkshire, waarin het bezigen van de persoonlijke voornaamwoorden thou en thee tot op heden gebruikelijk is. In het Standaardengels luidt het bekende beginvers Wheear ’ast tha bin sin’ ah saw thee? dan ook gewoonlijk: Where have you been since I saw you? Dit is vergelijkbaar met het informele gebruik van gij en u in het Vlaams. De uitgang -y of -ey wordt meestal als een sjwa (/ə/) gerealiseerd; vandaar de spelling Ilkla in plaats van het Standaardengelse Ilkley. Ook typisch voor het Yorkshire-dialect is dat het bepaald lidwoord the als een /t/ wordt uitgesproken.

## Inhoud

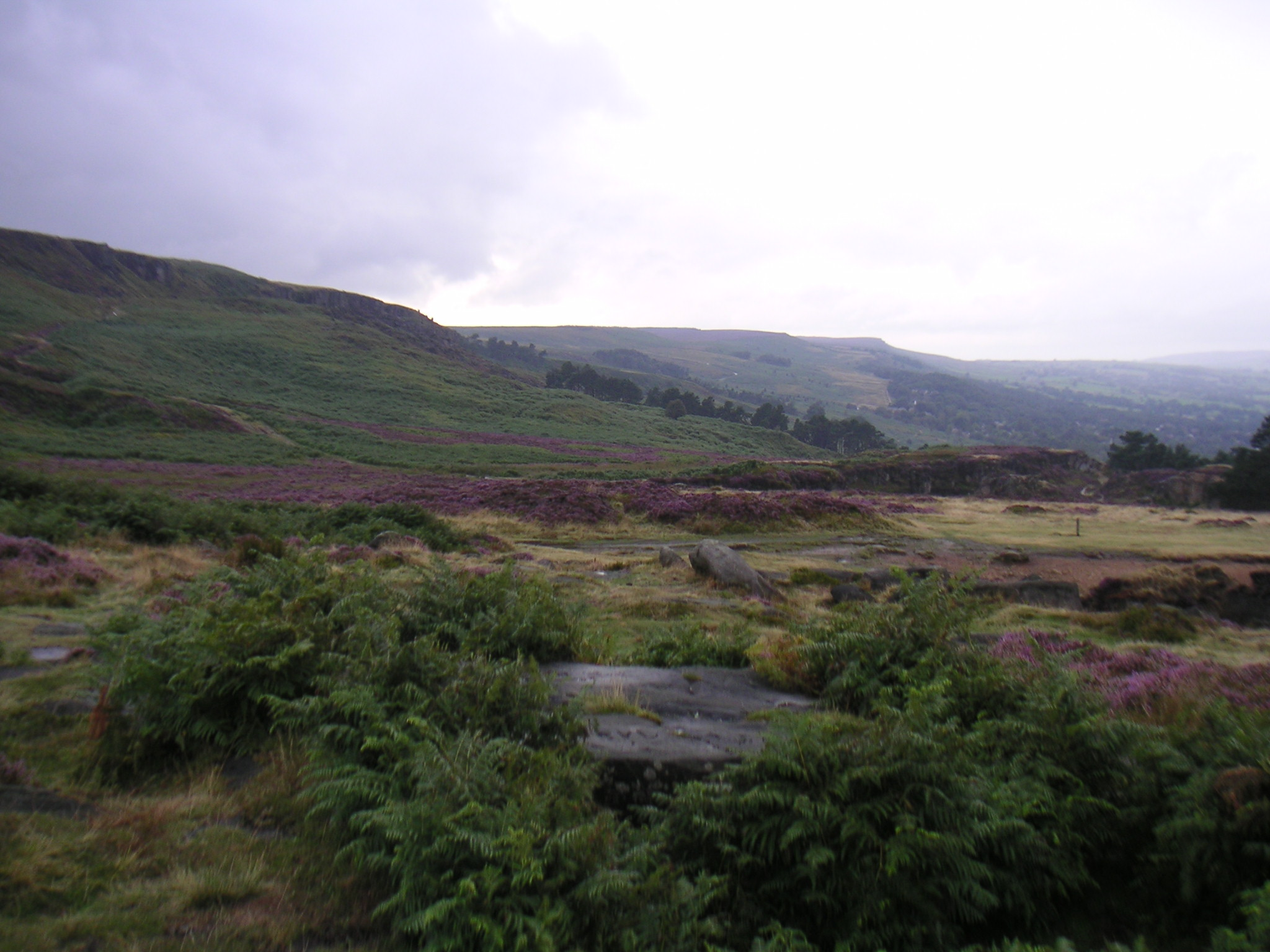
De heide van Ilkley Moor, waarop het lied zich afspeelt

Het lied speelt zich af op Ilkley Moor, een hooggelegen heide in de civil parish Ilkley ten westen van Leeds, die een populaire toeristische bestemming is. Het koor richt zich in de tweede persoon tot iemand die zich op Ilkley Moor heeft begeven, zonder een hoofddeksel op te zetten. Hij had ginds een romantisch uitje met ene Mary Jane. Maar het is gevaarlijk, zonder hoed op Ilkley Moor rond te lopen: hij zal sterven aan onderkoeling. Daarop zullen ze hem op de heide moeten begraven, en de aardwormen zullen hem opeten. Vervolgens zullen eenden komen om de wormen op te eten, en tot slot zullen de zangers op hun beurt de eenden opeten.
Volgens Dr. Arnold Kellett zou het lied gebaseerd zijn op een incident dat zich op Ilkley Moor voordeed toen een koor uit Halifax er een picknick hield, en zou de tekst in de vroege tweede helft van de 19de eeuw ontstaan zijn. De eerste gedrukte versie dateert evenwel pas uit 1916.

## Tekst
| Yorkshire-dialect Wheear ’ast tha bin sin’ ah saw thee, ah saw thee? On Ilkla Mooar baht ’at Wheear ’ast tha bin sin’ ah saw thee, ah saw thee? Wheear ’ast tha bin sin’ ah saw thee? On Ilkla Mooar baht ’at Tha’s been a cooartin’ Mary Jane Tha’s bahn’ to catch thy deeath o’ cowd Then us’ll ha’ to bury thee Then t’worms’ll come an’ eyt thee up Then t’ducks’ll come an’ eyt up t’worms Then us’ll go an’ eyt up t’ducks Then us’ll all ha’ etten thee That’s wheear we get us ooan back | Vertaling Waar zijt gij geweest sinds ik u laatst zag, u laatst zag? Op Ilkley Moor zonder hoed Waar zijt gij geweest sinds ik u laatst zag, u laatst zag? Waar zijt gij geweest sinds ik u laatst zag? Op Ilkley Moor zonder hoed Ge hebt Mary Jane het hof gemaakt Ge zult zeker omkomen van de koude Dan zullen wij u moeten begraven Dan zullen de wormen u komen opeten Dan zullen de eenden de wormen komen opeten Dan zullen wij de eenden gaan opeten Dan zullen wij allen u opgegeten hebben Zo zullen wij ons wreken |

Er bestaan lichtelijk afwijkende varianten, waarbij stukjes strofe worden toegevoegd die bijvoorbeeld naar cricket of rugby verwijzen. In Leeds eindigt het refrein bijvoorbeeld vaak met And we all got wet.

## Verspreiding
On Ilka Moor Baht ’at is in het Verenigd Koninkrijk een populair volkswijsje, en de oorspronkelijke herkomst als zijnde een kerkhymne is slechts bij weinig mensen bekend. Er bestaan vele culturele verwijzingen naar, zoals bijvoorbeeld in Heartbeat en All Creatures Great and Small. Het is eveneens een mars van het Yorkshire Regiment.
Acteur Brian Blessed, zelf afkomstig uit Mexborough, heeft een rapversie van On Ilkla Moor Baht ’at opgenomen.